# Bianca Vogel
Bianca Vogel (* 24. Februar 1961) ist eine ehemalige deutsche Dressurreiterin im Behindertenreitsport.

## Leben
Bianca Vogel kam als Contergan-Kind zur Welt – ohne Arme und mit Hüftschäden. Mit zehn Jahren entdeckte sie ihre Liebe zum Reitsport. Seit 1985 startet sie auf Reit-Turnieren – auch im ganz normalen Wettkampf mit Nichtbehinderten. 1991 gewann sie bei der ersten Dressur-Weltmeisterschaft im Behindertensport überhaupt Gold im Einzel und mit der Mannschaft. Das Jahr 1994 brachte die Teilnahme an der dritten Weltmeisterschaft im Behindertensport in England.
Bei den Paralympischen Spielen 1996 in Atlanta schnitt sie mit einem 8. Platz in der Kür ab. 1999 gewann sie bei der Weltmeisterschaft im Dressurreiten in Dänemark mit ihrer Stute Galatee zweimal Gold in der Pflicht und Kür sowie Silber mit der Mannschaft.
Am 14. Januar 2000 wurde sie in Trier als erste behinderte Leistungssportlerin zur Sportlerin des Jahres des Landes Rheinland-Pfalz gekürt – nach Heike Drechsler, der Weitspringerin aus Gera, und vor Steffi Jones vom Frauenfußball-Bundesligisten SC 07 Bad Neuenahr. Ministerpräsident Kurt Beck überreichte ihr diese Auszeichnung.
Bei den Sommer-Paralympics 2000 in Sydney schaffte Bianca Vogel einen zehnten Platz in der Kür und Platz sechs in der Mannschaftswertung.
An den 12. Paralympischen Spielen in Athen im Jahr 2004 nahmen fünf Reiterinnen des deutschen Teams für Behindertensport-Dressur mit ihren eigenen Pferden teil. Am Prüfungstag musste das Pferd Fabiola von Hannelore Brenner auf Grund einer Huflederhautentzündung aus dem Wettbewerb genommen werden. Es war ihr deshalb nicht möglich, auf ihrem Pferd zu starten. Das Reglement ermöglichte es ihr trotzdem, die Kür zu reiten – aber nur auf einem Pferd des deutschen Teams. Dieses Pferd durfte allerdings nicht von einem Reiter mit demselben Behinderungsgrad stammen. Kurzerhand stellte Bianca Vogel ihr Pferd Roquefort 16 zur Verfügung, obwohl das Pferd dann zu fünf statt vier Prüfungen starten und sich auf eine andere Behinderung einstellen musste. Hannelore Brenner gelang es sogar, mit Roquefort 16 in ihrer Startklasse eine Silbermedaille in der Kür zu gewinnen. Bianca Vogel selbst gewann mit Roquefort 16 zwei Silbermedaillen. Das Pferd von Bianca Vogel bewies seine Qualität im Behindertensport somit ein weiteres Mal und war das erfolgreichste Pferd des deutschen Teams bei den Reitwettbewerben der Paralympics in Athen. Wegen ihres sportlichen Verhaltens erhielt Bianca Vogel bei der „Paralympics Night“ im Oktober 2005 in Düsseldorf den Fair Play-Preis des Bundesinnenministers.
Gut 20 Jahre nach ihrem ersten Erfolg bei einer Weltmeisterschaft beendete sie im Mai 2011 ihre aktive Sportlerlaufbahn.
Seit 1987 arbeitet Bianca Vogel als Erzieherin in einer Kindertagesstätte. Sie wohnt in Sinzig am Mittelrhein.

## Sportliche Erfolge
- Paralympics
  - 2004: 1 × Silbermedaille (Einzelwettbewerb (Pflicht)), 1 × Silbermedaille (Mannschaft)[2]

- Weltmeisterschaften
  - 1991: 1 × Goldmedaille (Einzelwettbewerb (Pflicht)), 1 × Goldmedaille (Mannschaft)[3]
  - 1999: 2 × Goldmedaille (Einzelwettbewerb (Pflicht und Kür)), 1 × Silbermedaille (Mannschaft)[3]

- Deutschen Meisterschaften
  - 2003: 1 × Bronzemedaille[3]
  - 2004: 1 × Silbermedaille[3]
  - 2009: 1 × Bronzemedaille[3]